# André Bicaba
André Bicaba, född 12 januari 1945, är en friidrottare från Burkina Faso. Han deltog vid olympiska sommarspelen 1972.